# Lahore (pigeon)
Le lahore est une race de pigeon domestique qui doit son nom à la ville de Lahore au Pakistan, de la région de laquelle il est originaire. Elle est rangée dans la catégorie pigeons de forme,.

## Histoire
Les ancêtres de ce pigeon élégant descendant du Pigeon biset (Columba livia) et élevé au Pakistan et en Iran est importé dans l'Empire allemand dans les années 1880 et devient assez populaire dans les années 1960. On en trouve aussi dans la province de Shiraz en Iran

## Description
Il s'agit d'un pigeon solide à l'apparence harmonieuse, plutôt haut sur pattes à l'allure fière. Il présente un corps blanc et le plumage derrière et au dessus de la tête, à l'arrière du cou, sur le dos et les ailes existe en de nombreuses couleurs. Ses tarses sont emplumés de blanc. Élevé surtout en Perse à l'origine pour sa viande, ce sont aujourd'hui plutôt ses qualités ornementales qui sont désormais prisées. Il a un caractère docile et casanier, ce qui en fait un oiseau facile à élever.

## Illustrations

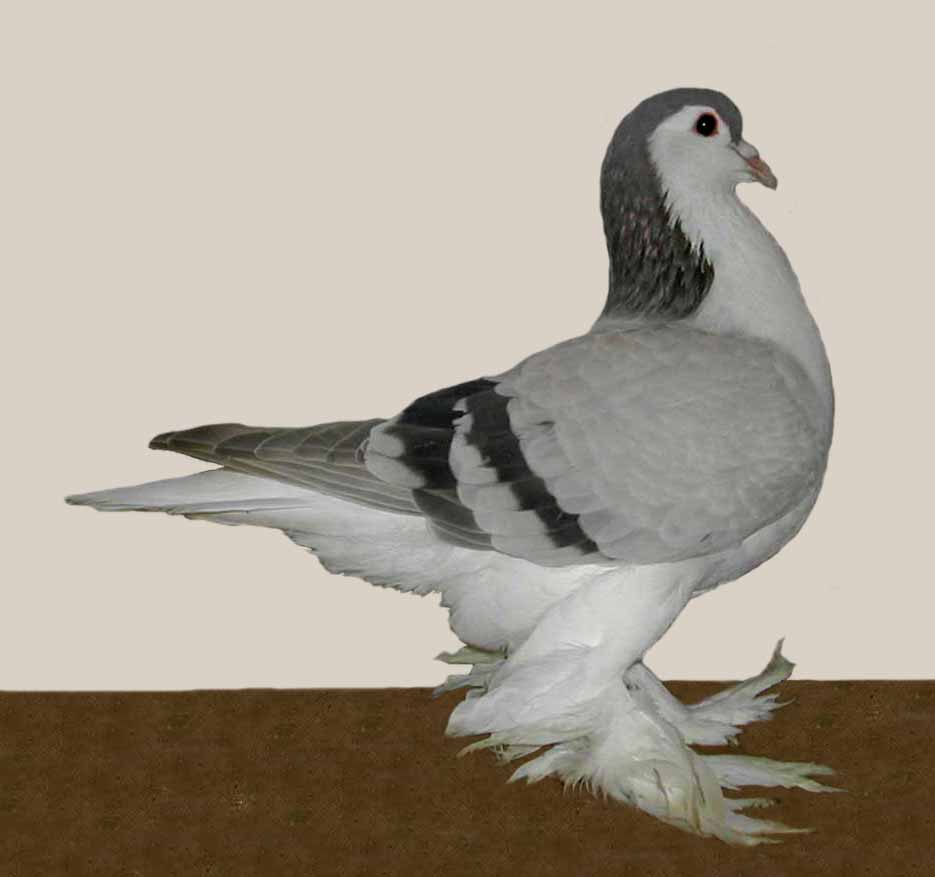
Lahore argenté barré
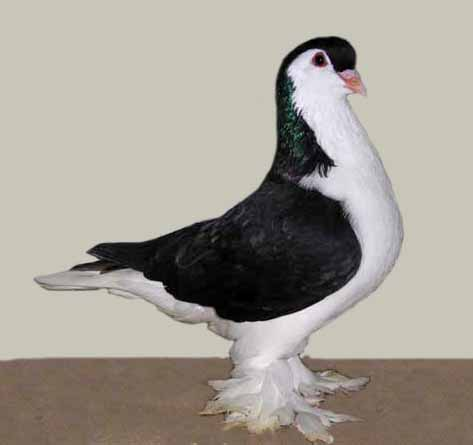
Lahore noir
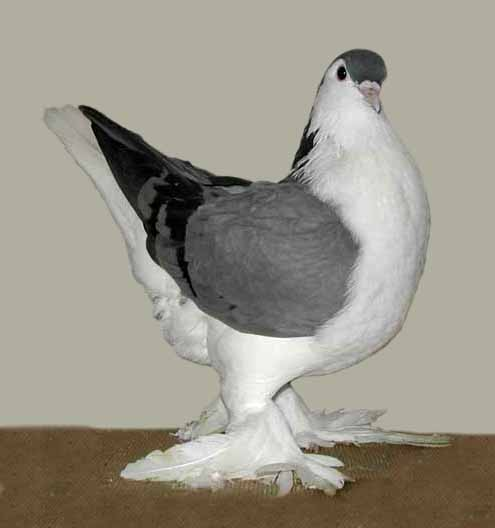
Lahore bleu barré
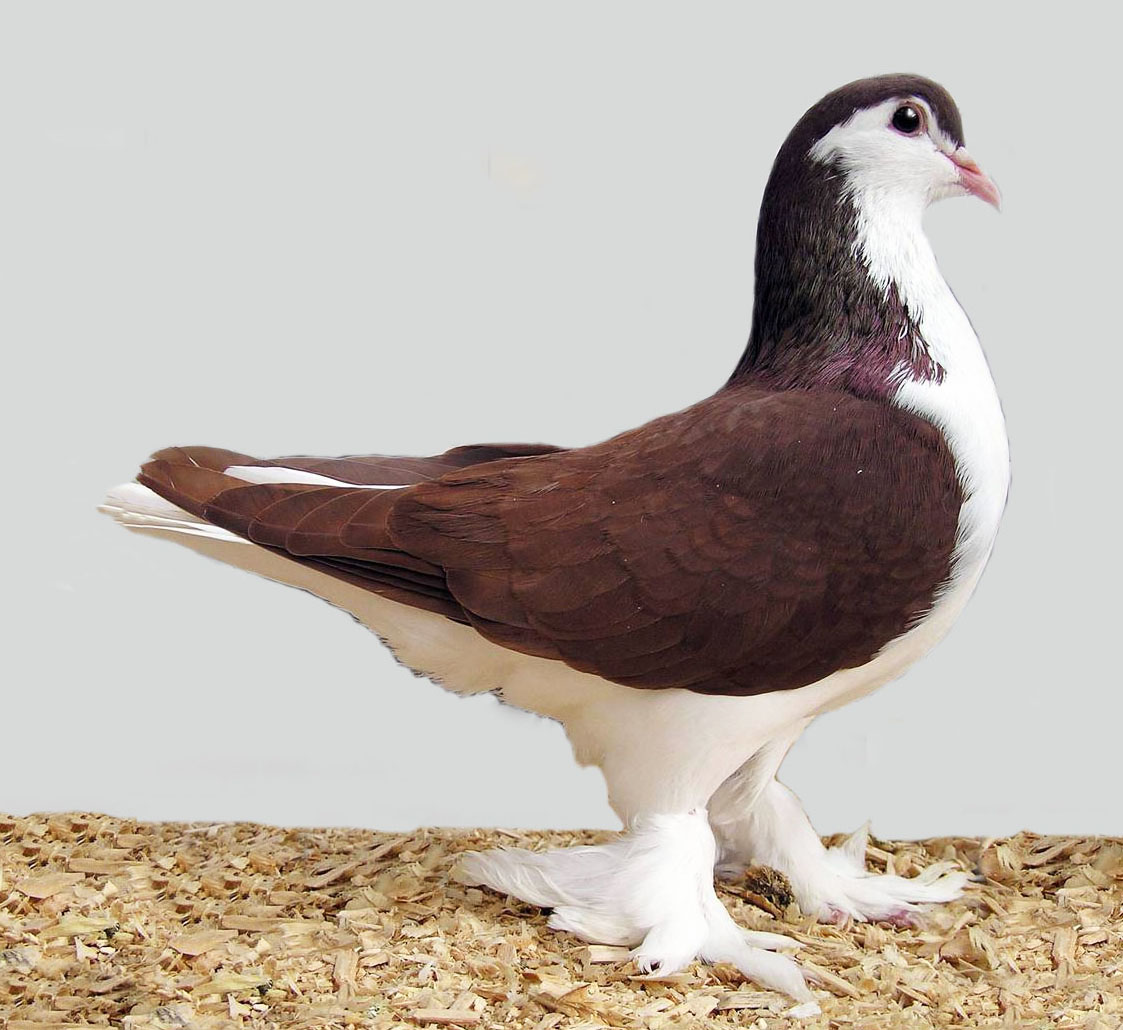
Lahore rouge
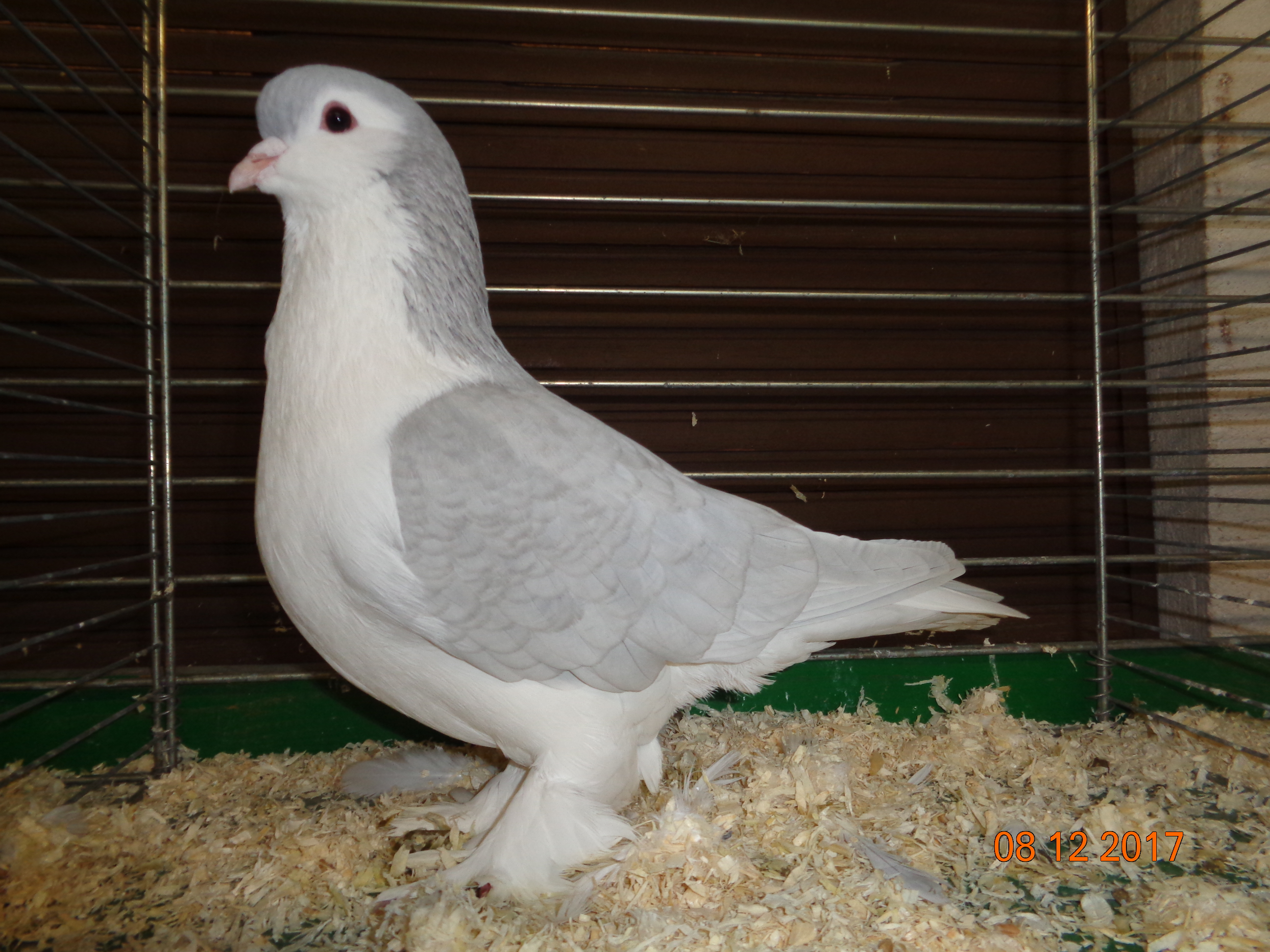
Lahore Lavande
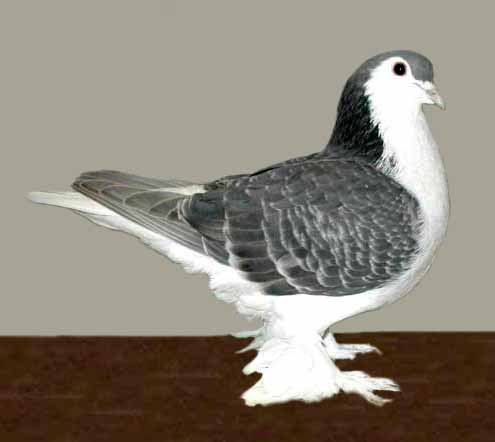
Lahore bleu écaillé
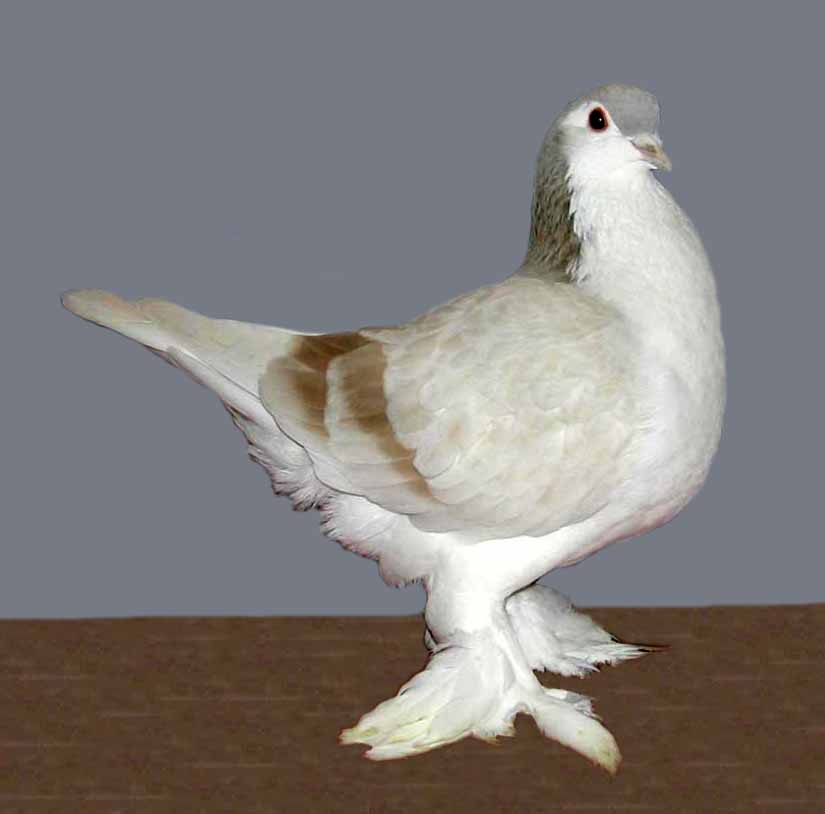
Lahore crème barré
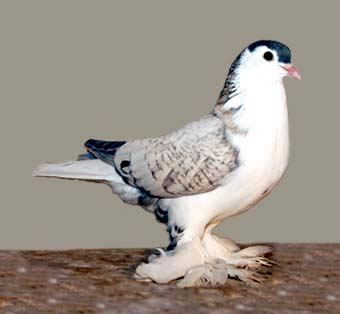
Lahore bleu maillé blanc